# Acrobiston aestivalis
Acrobiston aestivalis är en fjärilsart som beskrevs av Edward P. Wiltshire 1967. Acrobiston aestivalis ingår i släktet Acrobiston och familjen mätare. Inga underarter finns listade i Catalogue of Life.